# Atarba (Atarba) fiebrigi
Atarba (Atarba) fiebrigi is een tweevleugelige uit de familie steltmuggen (Limoniidae). De soort komt voor in het Neotropisch gebied.